# Alpha-1,3-Mannosyl-Glycoprotein 4-Beta-N-Acetylglucosaminyltransferase B
Bei der Alpha-1,3-Mannosyl-Glycoprotein 4-Beta-N-Acetylglucosaminyltransferase B handelt es sich um ein Enzym, genauer um eine Glykosyltransferase, die am Transfer von N-Acetylglucosamin zu Mannoseresten von N-verknüpftem Glycan beteiligt ist. Sie katalysiert die Formierung von N-Acetylglucosamin-Beta 1-4 Abzweigungen am N-Acetylglucosamin-Beta-1-2-Manalpha-1-3-Arm der Kernstruktur von N-verknüpften Glycanen. Sie ist damit essentiell für die Bildung von drei- oder vierfach verzweigten N-verknüpften Zuckerketten.